# هرادیشتکو (ناحیه نیمبورک)
هرادیشتکو (به چکی: Hradištko) یک منطقهٔ مسکونی در جمهوری چک است که در ناحیه نیمبورک واقع شده‌است.